# Faux indépendant
Un faux indépendant est un travailleur qui exerce une activité professionnelle sous l'autorité et la subordination d'une autre entreprise.
Le faux indépendant est souvent utilisé en fraude du droit social.

## Principe
Lorsqu'une relation de travail salarié est dissimulée sous l'étiquette fausse d'activité indépendante, il y a une violation et manquement à la législation du travail.
Il est déclaré comme indépendant au plan de la sécurité sociale, mais le faux indépendant travaille en réalité sous l'autorité d'un employeur avec un lien de subordination, dans les mêmes conditions que ses collègues salariés mais sans bénéficier de contrat de travail.
Lorsqu'une relation du travail salarié est dissimulée sous l'étiquette fausse d'activité, il y a violation de la loi et les parties s'exposent à de graves sanctions.
Les éléments constitutifs d'un contrat de travail sont classiquement :
- La prestation
- La rémunération
- Le lien de subordination

## Éléments caractéristiques de la subordination
Parmi les éléments qui indiquent ce lien de subordination le législateur tient compte
1. l’absence de participation par le travailleur dans les gains ou les pertes de l’entreprise
2. l’absence de réinvestissement dans l’entreprise avec du capital propre
3. l’absence de responsabilité ou de pouvoir de décision dans l’entreprise
4. la garantie de paiement périodique
5. fait de n’avoir comme client qu’une seule et unique entreprise
6. le fait de ne pas être soi-même employeur
7. le fait de ne pas pouvoir organiser librement son temps de travail
8. l’existence de procédure de contrôle interne, avec sanctions à l’appui
9. l’absence de pouvoir de décision concernant la facturation aux clients

L'idée en droit du travail tendant de manière jurisprudentielle de considérer que, lorsqu'une majorité des indices sont présents, l’on se trouve en présence d’un statut de "faux indépendant".

## Droit belge
Le conseil des ministres a examiné le 5 mai 2006 un projet de loi qui ne parle plus de "faux indépendants" mais d'une "qualification adéquate de la nature des relations de travail", soit salariées, soit indépendantes. C'est Sabine Laruelle (MR), ministre des Classes moyennes, et Rudy Demotte (PS), ministre des Affaires sociales, qui ont pris l'initiative de ce texte, prévu dans la déclaration gouvernementale de juillet 2004.
Le projet de loi confirme des principes généraux consacrés par la jurisprudence, y compris celle de la Cour de cassation : pour qu'il y ait un contrat de travail, il faut qu'il y ait un lien d'autorité et de subordination, et pour qu'il y ait contrat entre indépendants, il faut qu'il n'y en ait pas. Le projet consacre donc le principe de la volonté des parties telle qu'elle est exprimée dans leur convention (et exécutée telle que décrite). Des éléments comme la liberté d'organisation du temps de travail, la liberté d'organisation du travail et la possibilité d'exercer un contrôle hiérarchique permettent d'apprécier l'existence ou l'absence du lien d'autorité.
Derrière tout cela, il y a une sécurité juridique qui s'installe, il y a la consécration du système actuel de la liberté de convention entre parties et un encadrement des problèmes qui peuvent surgir, soit pour certains secteurs spécifiques, soit pour des situations individuelles.

## Droit québécois
Bien qu'il n'existe pas de législation québécoise qui porte spécifiquement sur les faux indépendants, les tribunaux ont développé une jurisprudence sur ce sujet, laquelle est liée au lien de subordination de l'article 2085 du Code civil du Québec. Par exemple, dans l'arrêt Betanzos c. Premium Sound "N" Picture Inc, la Cour supérieure conclut que M. Betanzos est un salarié de l'entreprise en raison de son lien de subordination et de sa dépendance économique envers son entreprise, malgré le fait que son contrat le catégorisait comme travailleur autonome. Dans l'arrêt Gaston Breton Inc. c. L'Union des routiers, brasseries, liqueurs douces et ouvriers de diverses industries, local 1999 , le tribunal conclut que les distributeurs-vendeurs font partie des salariés de l'entreprise et sont liés par un contrat de travail plutôt que par un contrat d'entreprise, malgré ce qu'affirme leur contrat.